# Абд ал-Латиф-хан II
Абд ал-Латиф-хан II (? — 1670) — хан Могульского ханства (1668—1669). Сын Йулбарс-хана.
Занял ханский престол после убийства своего отца Йулбарс-хана заговорщиками Эрка-беком, Али-шах-беком и Ушка-Джайсаном. 
После убийства Али-шах-бека, Эрка-бек и Ушка-Джайсан выступили к Кашгару и перешли на сторону Исмаил-хана. Под Каргалыком войска Исмаил-хана разбили сторонников Абд ал-Латиф-хана II. Последний вместе с братом Абу Саидом и матерью выехали из Яркенда в Кашгар перед взятием столицы Исмаил-ханом. 
Был казнён вместе со своим братом Ходжа-Йаром по приказу Исмаил-хана.